# 洪村銘
洪村銘（1978年11月22日—），中華民國政治人物，生於高雄市，民主進步黨党籍，曾任民進黨中央黨部社運部副主任、民進黨全國黨代表、民進黨高雄市黨部執行長、行政院南部聯合服務中心執行長、高雄市政府(市長、民政局、觀光局)秘書、大寮鄉鄉民代表。逢甲大學畢業，國立中山大學中山所政治組碩士，國立高雄應用科技大學博士班。